# Südliche Weinstraße
Südliche Weinstraße là một huyện (Kreis) ở phía nam của Rheinland-Pfalz, Đức. Các huyện giáp ranh (từ phía tây theo chiều kim đồng hồ): Südwestpfalz, Bad Dürkheim, thành phố Neustadt (Weinstraße), huyện Rhein-Pfalz, Germersheim, và tỉnh của Pháp Bas-Rhin. Thành phố Landau hoàn toàn bị huyện này bao quanh.

## Lịch sử
Ngày 27 tháng 5 năm 1832, Hambacher Fest diễn ra ở lâu đài Hambach, một sự kiện đánh dấu bắt đầu nền dân chủ Đức. Huyện đã được lập năm 1969 thông qua việc hợp nhất các huyện Landau và Bergzabern. Ban đầu tên huyện mới là Landau-Bad Bergzabern, tên đã được đổi thành Südliche Weinstraße năm 1978.

## Địa lý
Huyện được đặt tên theo con đường du lịch đầu tiên được xây ở Đức thập niên 1930, đường rượu vang Đức (Deutsche Weinstraße). Tuyến đường này bắt đầu ở Bockenheim, chạy qua Bad Dürkheim, Deidesheim, và sau 85 km kết thúc ở Schweigen-Rechtenbach (gần Bad Bergzabern).
Sông Lauter tạo thành một phần biên giới với Pháp ở phía nam.

## Thị xã và đô thị
| Verbandsgemeinden | Verbandsgemeinden | Verbandsgemeinden |
| --- | --- | --- |
| - 1. Annweiler am Trifels 1. Albersweiler 2. Annweiler am Trifels1, 2 3. Dernbach 4. Eußerthal 5. Gossersweiler-Stein 6. Münchweiler am Klingbach 7. Ramberg 8. Rinnthal 9. Silz 10. Völkersweiler 11. Waldhambach 12. Waldrohrbach 13. Wernersberg - 2. Bad Bergzabern 1. Bad Bergzabern1, 2 2. Barbelroth 3. Birkenhördt 4. Böllenborn 5. Dierbach 6. Dörrenbach 7. Gleiszellen-Gleishorbach 8. Hergersweiler 9. Kapellen-Drusweiler 10. Kapsweyer 11. Klingenmünster 12. Niederhorbach 13. Niederotterbach 14. Oberhausen 15. Oberotterbach 16. Oberschlettenbach 17. Pleisweiler-Oberhofen 18. Schweigen-Rechtenbach 19. Schweighofen 20. Steinfeld 21. Vorderweidenthal | - 3. Edenkoben 1. Altdorf 2. Böbingen 3. Burrweiler 4. Edenkoben1, 2 5. Edesheim 6. Flemlingen 7. Freimersheim 8. Gleisweiler 9. Gommersheim 10. Großfischlingen 11. Hainfeld 12. Kleinfischlingen 13. Rhodt unter Rietburg 14. Roschbach 15. Venningen 16. Weyher in der Pfalz - 4. Herxheim 1. Herxheim1 2. Herxheimweyher 3. Insheim 4. Rohrbach | - 5. Landau-Land [seat: Landau in der Pfalz] 1. Billigheim-Ingenheim 2. Birkweiler 3. Böchingen 4. Eschbach 5. Frankweiler 6. Göcklingen 7. Heuchelheim-Klingen 8. Ilbesheim bei Landau in der Pfalz 9. Impflingen 10. Knöringen 11. Leinsweiler 12. Ranschbach 13. Siebeldingen 14. Walsheim - 6. Maikammer 1. Kirrweiler 2. Maikammer1 3. Sankt Martin - 7. Offenbach an der Queich 1. Bornheim 2. Essingen 3. Hochstadt 4. Offenbach an der Queich1 |
| 1thủ phủ của Verbandsgemeinde; 2thị xã | | |